# Episodi di Flight of the Conchords (seconda stagione)
La seconda stagione della serie televisiva Flight of the Conchords, composta da 10 episodi, è andata in onda negli Stati Uniti su HBO dal 18 gennaio al 22 marzo 2009.
In Italia sono andati in onda i primi tre episodi dal 13 aprile 2011 al 15 aprile 2011 su MTV, poi la serie è stata improvvisamente sospesa. La serie è ripartita senza alcun preavviso dal 18 novembre 2011 su MTV Music con quattro episodi a sera.
| nº | Titolo originale                  | Titolo italiano          | Prima TV USA     | Prima TV Italia  |
| -- | --------------------------------- | ------------------------ | ---------------- | ---------------- |
| 1  | A Good Opportunity                | Una buona occasione      | 18 gennaio 2009  | 13 aprile 2011   |
| 2  | The New Cup                       | La nuova tazza           | 25 gennaio 2009  | 14 aprile 2011   |
| 3  | The Tough Brets                   | I Bret-Tosti             | 1º febbraio 2009 | 15 aprile 2011   |
| 4  | Murray Takes It to the Next Level | Il grafico dell'amicizia | 8 febbraio 2009  | 18 novembre 2011 |
| 5  | Unnatural Love                    | Keitha                   | 15 febbraio 2009 | 25 novembre 2011 |
| 6  | Love Is a Weapon of Choice        | Brahbrah                 | 22 febbraio 2009 | 25 novembre 2011 |
| 7  | Prime Minister                    | Il primo ministro        | 1º marzo 2009    | 25 novembre 2011 |
| 8  | New Zealand Town                  | Newzealandtown           | 8 marzo 2009     | 25 novembre 2011 |
| 9  | Wingmen                           | Per amore di Savanna!    | 15 marzo 2009    | 2 dicembre 2011  |
| 10 | Evicted                           | Il musical               | 22 marzo 2009    | 2 dicembre 2011  |